# Daiki Shigeoka
Daiki Shigeoka (重冈大毅 Shigeoka Daiki?,  Osaka, Japón, 26 de agosto de 1992) es un cantante, actor y bailarín japonés.

## Dramas
- Shiranakute Ii Koto (NTV, 2020)
- Kore wa Keihi de Ochimasen! (NHK, 2019)
- Strawberry Night Saga (Fuji TV, 2019)
- Setsuyaku Rock (NTV, 2019)
- Switched (Netflix, 2018)
- Hono no Tenkosei: Reborn (Netflix, 2017)
- Gomen ne Seichun! (TBS, 2014)
- SHARK ~ 2 ª Temporada ~ (NTV, 2014)
- Tsubasa yo! Are ga Koi no Hi da (KTV, 2012)
- Dare mo Shiranai J Gakuen Renjishi no Mai (KTV, 2010)
- DRAMADA-J Itsuka no Yuujoubu, NatsuNatsu (KTV, 2009)
- Samurai Tenkosei (KTV, 2009)
- DRAMATIC-J Bokura wa Hanabi wo Ageru (KTV, 2008)

## Películas
- Drowning Love (2016)
- Tono, Risoku de Gozaru! (2016)
- Ninjani Sanjo! Mirai e no Tatakai (2014)
- BAD BOYS J (2013)
- Kansai Johnnys Jr. no Kyoto Uzumasa Koshinkyoku (2013)
- Ryou Fest ~ Saigo no Nanafushigi ~ (2011)

## Anuncios
- Baskin Robbins (2013)
- Tongari Corn (2011)

- Datos: Q6683490